# Qin Gang
Qin Gang (en chino, 秦刚; pinyin, Qín Gāng; Tianjin, 19 de marzo de 1966) es un diplomático y político chino que desempeñó el cargo de ministro de Relaciones Exteriores de diciembre de 2022 a julio de 2023, y como Consejero de Estado de China de marzo a octubre de 2023. Anteriormente había ocupado los puestos de embajador de China en los Estados Unidos de 2021 a 2023, viceministro de Relaciones Exteriores de China de 2018 a 2021, director de protocolo del Ministerio de Relaciones Exteriores de 2015 a 2018 y director de información del Ministerio de Relaciones Exteriores de 2011 a 2015.

## Biografía
Qin Gang nació el 19 de marzo de 1966 en Tianjin, en esa época situado en la provincia de Hebei en la República Popular China. En 1988, se graduó con una Licenciatura en Derecho con especialidad en política internacional en la Universidad de Relaciones Internacionales.
Después de graduarse de la universidad, Qin trabajó como miembro del personal de la Oficina de Servicios para Misiones Diplomáticas de Beijing. En 1992 ingresó en el Ministerio de Relaciones Exteriores como agregado y tercer secretario en el Departamento de Asuntos de Europa Occidental. Posteriormente, de 1995 a 2005, trabajó en la Embajada de China en el Reino Unido como secretario y consejero y de 2005 a 2010 ocupó el puesto de director general Adjunto y portavoz en el Departamento de Información del Ministerio de Relaciones Exteriores.
En septiembre de 2010, fue designado como enviado de la República Popular China al Reino Unido. En diciembre de 2011, regresó a Pekín para desempeñarse como director general del Departamento de Información y portavoz del Ministerio de Relaciones Exteriores. De 2014 a 2017, trabajó como director general del Departamento de Protocolo del Ministerio de Relaciones Exteriores. En 2017, se convirtió en asistente del viceministro de Relaciones Exteriores y director general del Departamento de Protocolo, en septiembre de 2018 ascendió al puesto de viceministro de Relaciones Exteriores.

### Embajador de China en los Estados Unidos

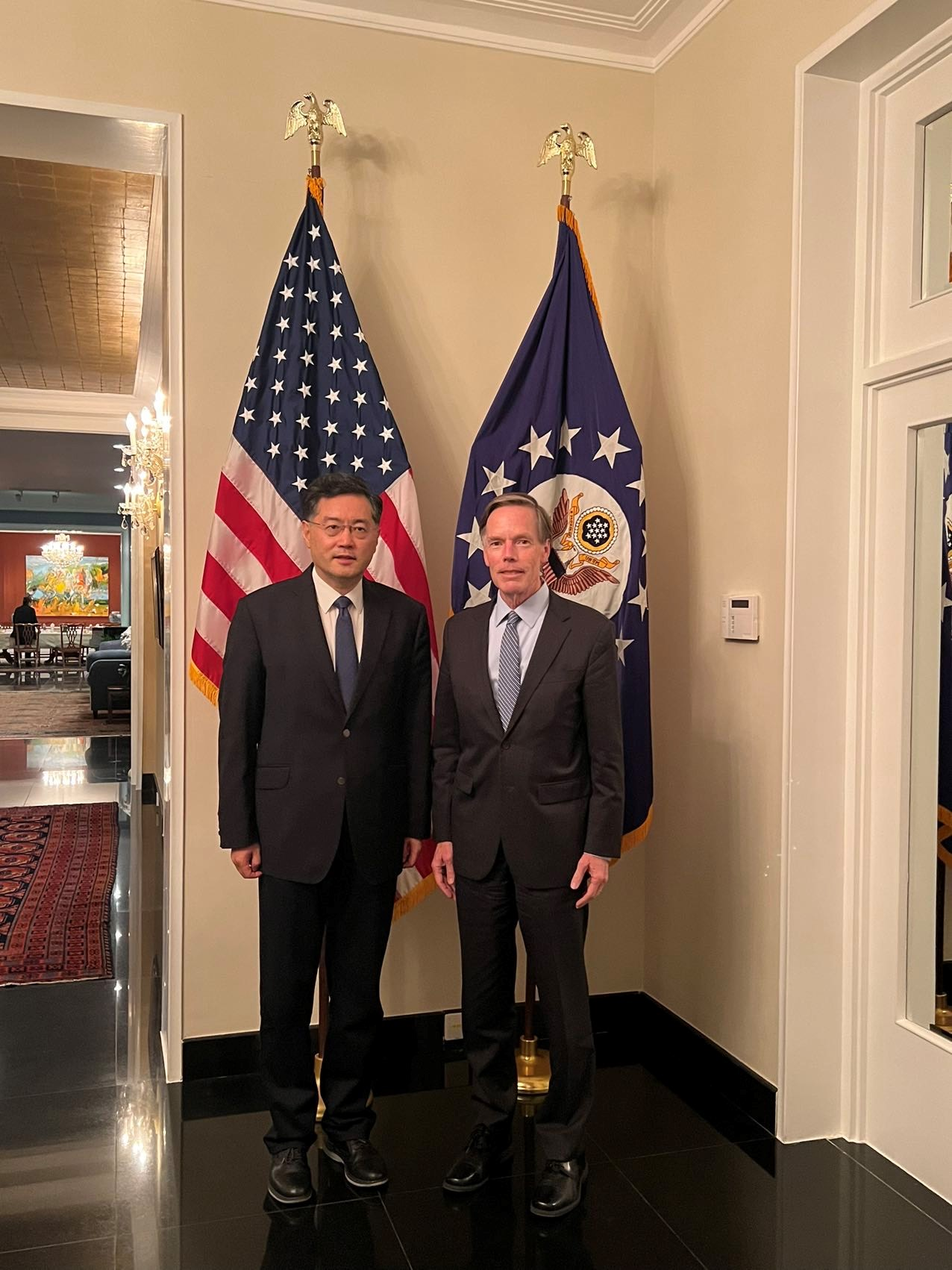
El embajador de Estados Unidos en China, R. Nicholas Burns, se reunió con el embajador de China, Qin Gang, antes de la partida de Qin a Estados Unidos.

En julio de 2021, se convirtió en el undécimo embajador de la República Popular China en los Estados Unidos, sucediendo a Cui Tiankai, de conformidad con la decisión tomada por el Comité Permanente de la Asamblea Popular Nacional, en un período de grave tensión entre China y Estados Unidos después de que el entonces presidente estadounidense, Donald Trump, iniciase en 2018 una guerra comercial contra el país asiático ampliada posteriormente a campos como el tecnológico o el diplomático.
El diplomático chino también tuvo que lidiar con la visita a Taiwán de la presidenta de la Cámara de Representantes de Estados Unidos, Nancy Pelosi, que exacerbó las ya de por sí difíciles relaciones entre las dos potencias.
Durante el XX Congreso Nacional del Partido Comunista de China, celebrado en octubre de 2022, Qin Gang entró a formar parte del Comité Central, el grupo de alrededor de 200 miembros (más unos 170 suplentes) que dirige el partido.
En enero de 2022, en una entrevista con la Radio Pública Nacional (NPR), Qin calificó el genocidio uigur de «fabricaciones, mentiras y desinformación»
En abril de 2022, se llevó a cabo una sesión especial de preguntas y respuestas entre los tres taikonautas del vuelo espacial, Shenzhou 13, a bordo de la estación espacial Tiangong y estudiantes estadounidenses en la Embajada de China en los Estados Unidos. Qin fue el anfitrión oficial del evento.

### Ministro de Relaciones Exteriores

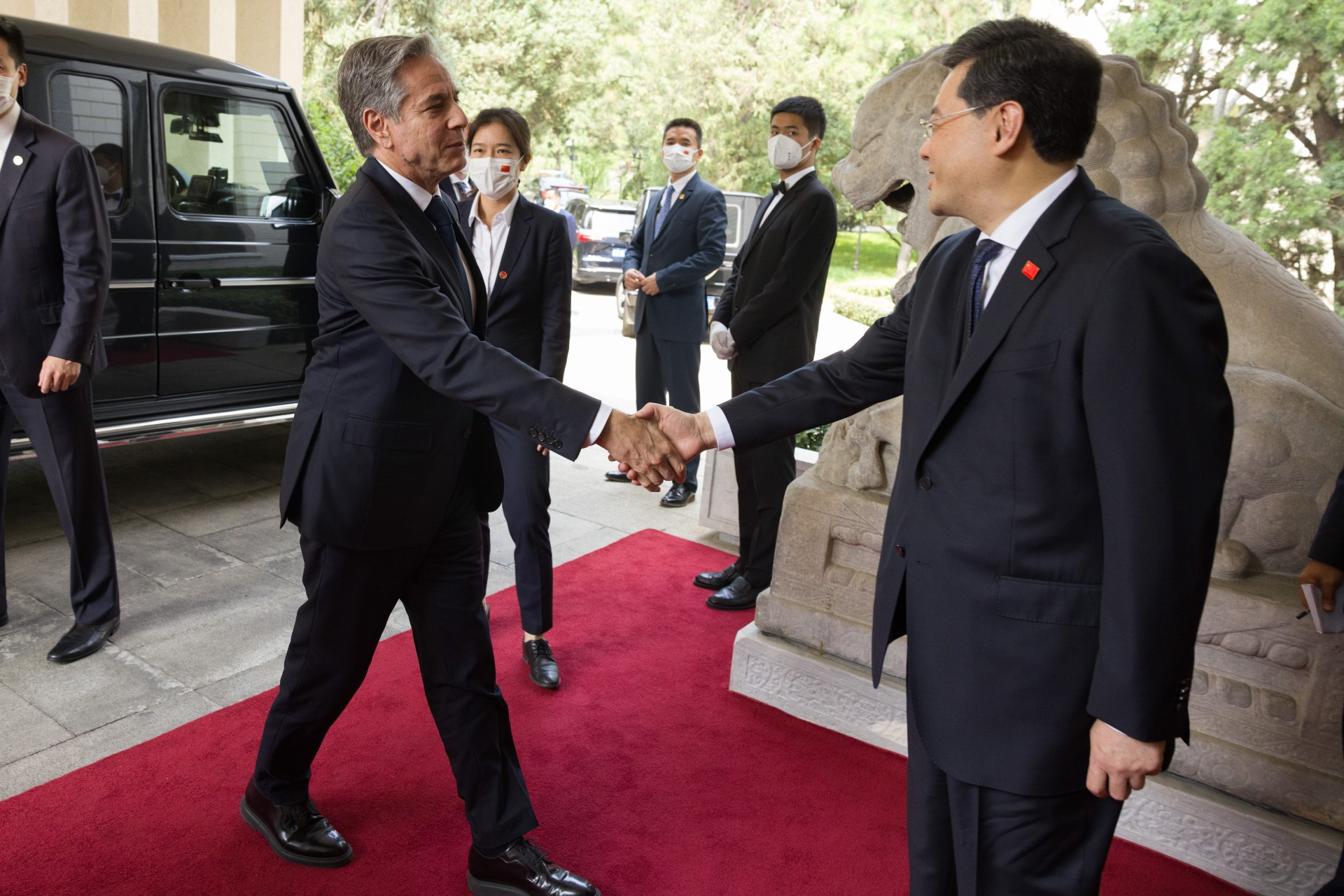
Reunión de Qin Gang con el secretario de Estado de Estados Unidos, Antony Blinken, en Pekín en 2023

El 30 de diciembre de 2022, fue nombrado ministro de Asuntos Exteriores de China, en sustitución de Wang Yi, que llevaba en el cargo desde 2013.
El 10 de enero de 2023, realizó junto al ministro de Relaciones Exteriores de Etiopía, Demeke Mekonnen Hassen, una rueda de prensa en la que informaron sobre las relaciones entre China y Etiopía. Al día siguiente, se reunió con la Comisión de la Unión Africana.
El 12 de enero de 2023, realizó su primer viaje internacional como ministro de Relaciones Exteriores de China a Gabón donde se reunió con el presidente del país, Ali Bongo Ondimba, este viaje cumple con una tradición del Gobierno chino, según la cual el canciller chino realiza su primer viaje al exterior en el Año Nuevo chino a África.

#### Ausencia de compromisos oficiales
El 11 de julio de 2023, el portavoz del Ministerio de Relaciones Exteriores de China, Wang Wenbin, anunció que Qin no asistiría a las reuniones de ministros de Relaciones Exteriores de la ASEAN celebradas en Yakarta (Indonesia), los días 13 y 14 de julio por motivos de salud. Sus sustituto en dichas reuniones fue su predecesor Wang Yi, quien se desempeña como director de la Oficina de la Comisión Central de Asuntos Exteriores del PCCh, el principal puesto diplomático en China en las reuniones. No se ha visto a Qin en público desde el 25 de junio de 2023, cuando mantuvo una serie de conversaciones con sus homólogos de Rusia, Vietnam y Sri Lanka, y no se reunió con varios dignatarios que visitaron China, incluida la secretaria del Tesoro de los Estados Unidos, Janet Yellen, y el exsecretario de Estado de los Estados Unidos, Henry Kissinger. Su no disponibilidad fue uno de los motivos de la cancelación de la visita a China del Alto Representante de la Unión para Asuntos Exteriores y Política de Seguridad de la Unión Europea, Josep Borrell, en julio.

#### Destitución
El 25 de julio de 2023, el Comité Permanente de la XIV Asamblea Popular Nacional aprobó una decisión y el presidente Xi Jinping firmó un decreto presidencial para hacerla efectiva. La decisión y el decreto disponían que Qin fuera destituido del cargo de ministro de Relaciones Exteriores de China. Su predecesor y exministro de Relaciones Exteriores de China, Wang Yi, fue designado para sustituirle en el cargo.
Las agencias de medios oficiales de China, incluida la Agencia de Noticias Xinhua, no han proporcionado ninguna explicación ni los motivos de la destitución de Qin. Con un mandato de 207 días, se ha convertido en el ministro de Relaciones Exteriores más breve en la historia de la República Popular China.
La sexta reunión del Comité Permanente del XIV Congreso Nacional del Pueblo, concluida el 24 de octubre de 2023, decidió destituir a Qin Gang del cargo de consejero de estado y a Li Shangfu de los puestos de consejero de estado y ministro de Defensa Nacional.

## Familia
Está casado y tiene un hijo.